# ライアン・グラント (ラグビー選手)
ライアン・グラント（Ryan Grant、1985年10月8日 - ）は、スコットランドの元ラグビーユニオン選手。

## プロフィール
- スコットランド・カーコーディー出身。
- ポジションはプロップ(PR)。
- 身長 183cm、体重 113kg
- スコットランド代表通算キャップ数は25。
- ラグビーワールドカップ2015のスコットランド代表に選ばれた[1]。
- ブリティッシュ・アンド・アイリッシュ・ライオンズに選ばれたことがある[2]。

## 略歴
ボーダー・リーヴァーズ、エディンバラ、グラスゴー・ウォリアーズ、ウスター・ウォリアーズ、エディンバラを経て、2017年、グラスゴー・ウォリアーズに復帰。 
2018年、現役を引退した。 